# Сокотранский полоз
Сокотранский полоз (лат. Hemerophis socotrae) — неядовитая змея из семейства ужеобразных, единственный представитель рода Hemerophis. Эндемик архипелага Сокотра, Йемен. Обитает на островах архипелага: Сокотра, Дарса и Самха.

## Описание
Самцы достигают в длину 148 см, при длине хвоста 37 см. Самки длиной 100 см, при длине хвоста 25 см. Окраска тела розового цвета с чередующимися пятнами тёмно-коричневого или оливкового цвета, обрамлёнными пятнами чёрного цвета. Верхняя часть головы оливкового, тёмно-коричневого или чёрного цвета. В середине спины пространства между оливковыми полосками менее четкие и имеют чёрные пятна. На хвосте окрас почти равномерно оливковый. Брюхо розовато-белое.
Активен в утреннее и вечернее время. Охотится на ящериц и мышей, а также на рыбу.